# Degagna (diritto)
La Degagna è una corporazione di diritto pubblico caratteristica della suddivisione territoriale della Valle Leventina equiparabile al Patriziato. Nacque come unità ecclesiale-territoriale, si trasformò nel tempo in suddivisione a carattere economico. 
I suoi membri godono in comune di alcuni diritti sul territorio posseduto, in particolare alpeggi, pascoli e boschi. In passato oltre alla gestione di questi beni, essi controllavano i diritti di soma, con il conseguente incarico della manutenzione delle strade che toccavano il territorio di proprietà comune. 
Essa era retta da un console, eletto da un'assemblea dei degagnesi, la quale eleggeva pure i rappresentanti dell'esecutivo nella vicinanza.